# Speocarcinus meloi
Speocarcinus meloi is een krabbensoort uit de familie van de Xanthidae. De wetenschappelijke naam van de soort is voor het eerst geldig gepubliceerd in 1992 door D’Incao & Gomes da Silva.